# Мавретанський королівський мавзолей
Мавретанський королівський мавзолей — це поховальна пам'ятка, мавзолей, де поховані берберський король Юба II і його дружина, королева Клеопатра Селена II, що розташований на дорозі між містами Шершель і Алжир.

## Історія
Цю пам'ятку іноді називають Мавзолей Юби і Клеопатри Селени. Французькою мовою мавзолей відомий як «могила християнки» (Tombeau de la Chretienne). Арабською, мавзолей називається Kubr-er-Rumia або Kbor er Roumia, що означає «гробниця римлянки». Коли араби підкорили Північну Африку, вони називали людей або місця, які вони завоювали «Ром» або «Роман», як нащадків Східної Римської імперії.

### Королівська родина Мавретанії
Пам'ятка була побудована у 3 ст. до н. е. для останнього короля Нумідії, а пізніше короля Мавретанії, Юби II і його дружини Клеопатри Селени II, яка була єгипетською і грецькою принцесою Птолемеїв, донькою королеви Єгипту Клеопатри VII і римського тріумвіра Марка Антонія. Після одруження вона стала останньою королевою Нумідії, а пізніше Королевою Мавретанії.
Римський географ І століття Помпоній Мела описує гробницю як monumentum commune regiae gentis («загальний мавзолей королівської сім'ї»). Якщо опис цього географа мавзолею є правильним, то будівля була призначена не тільки для Юби і Клеопатри, але й для поховання їхніх королівських нащадків.
Мавретанський королівський мавзолей схожий на Мавзолей побудований першим римським імператором Октавіаном Августом в Римі. Октавіан почав будувати свій мавзолей між 29 — 27 р. до н. е., за деякий час до того, як Юба II покинув Рим, щоб повернутися до Нумідії.

### Будівництво
Королівський мавзолей Мавретанії є поширеним типом древніх мавзолеїв, знайдених у Нумідії. Архітектурний тип пам'ятки бере свій початок із різних давньогрецьких мавзолеїв з Анатолії і Єгипту. Він побудований на 250-метровому пагорбі (756 футів над рівнем моря). Пам'ятка побудована повністю з каменю, в той час як її основна структура має круглу форму з квадратною основою, увінчана конусом або пірамідою. Квадратна основа має розмір від 60 до 60,9 квадратних метри або від 200 до 209 футів. Висота пам'ятки спочатку була близько 40 метрів. Через пошкодження від впливу природних чинників та вандалізму висота пам'ятки нині становить 30 — 32.4 м.
Основа пам'ятки була прикрашена 60 іонічними колонами. Однак вони були видалені або викрадені. Усередині, в центрі мавзолею, є дві склепінчасті камери, розділені коротким каналом. Вони з'єднані галереєю та зовнішніми кам'яними дверима, які можна переміщувати вгору і вниз за допомогою важелів. Одна камера має 142 футів завдовжки, 11 футів завширшки та стільки ж у висоту.

### За арабів та французів
У 1555 році алжирський паша Саліх-реїс віддав наказ знести мавзолей. Після того, як великі чорні оси вжалили багатьох робітників до смерті, наказ було скасовано. Наприкінці 18-го століття, Баба Мухаммад V марно намагався знищити пам'ятку з артилерії. Пізніше, коли французи зайняли Алжир, пам'ятка використовувалась ВМС Франції для стрільби по мішенях.

### Визнання і збереження Мавзолею
Королівський мавзолей Мавретанії є частиною унікального археологічного об'єкту уздовж дороги від Шершель до Тіпаза. На цій археологічній ділянці розташовані різні пам'ятки та об'єкти інфраструктури, які презентують фінікійський, римський, ранньохристиянський і візантійський періоди. Це група руїн, яка розташована вздовж Середземного моря була визнана і внесена до реєстру Світової спадщини ЮНЕСКО в 1982 році.
Хоча ці археологічні залишки, в тому числі Королівський мавзолей Мавретанії, перебувають під захистом, руїни, розташовані між Шершель і Тіпаза, страждають від постійного міського будівництва і розширення, відкритої дренажної каналізації, поганого технічного обслуговування та постійного вандалізму. Через ці невирішені проблеми у пам'ятки непевне майбутнє. У 2002 році експерти ЮНЕСКО внесли об'єкт до переліку об'єктів Світової спадщини в небезпеці.

## Галерея

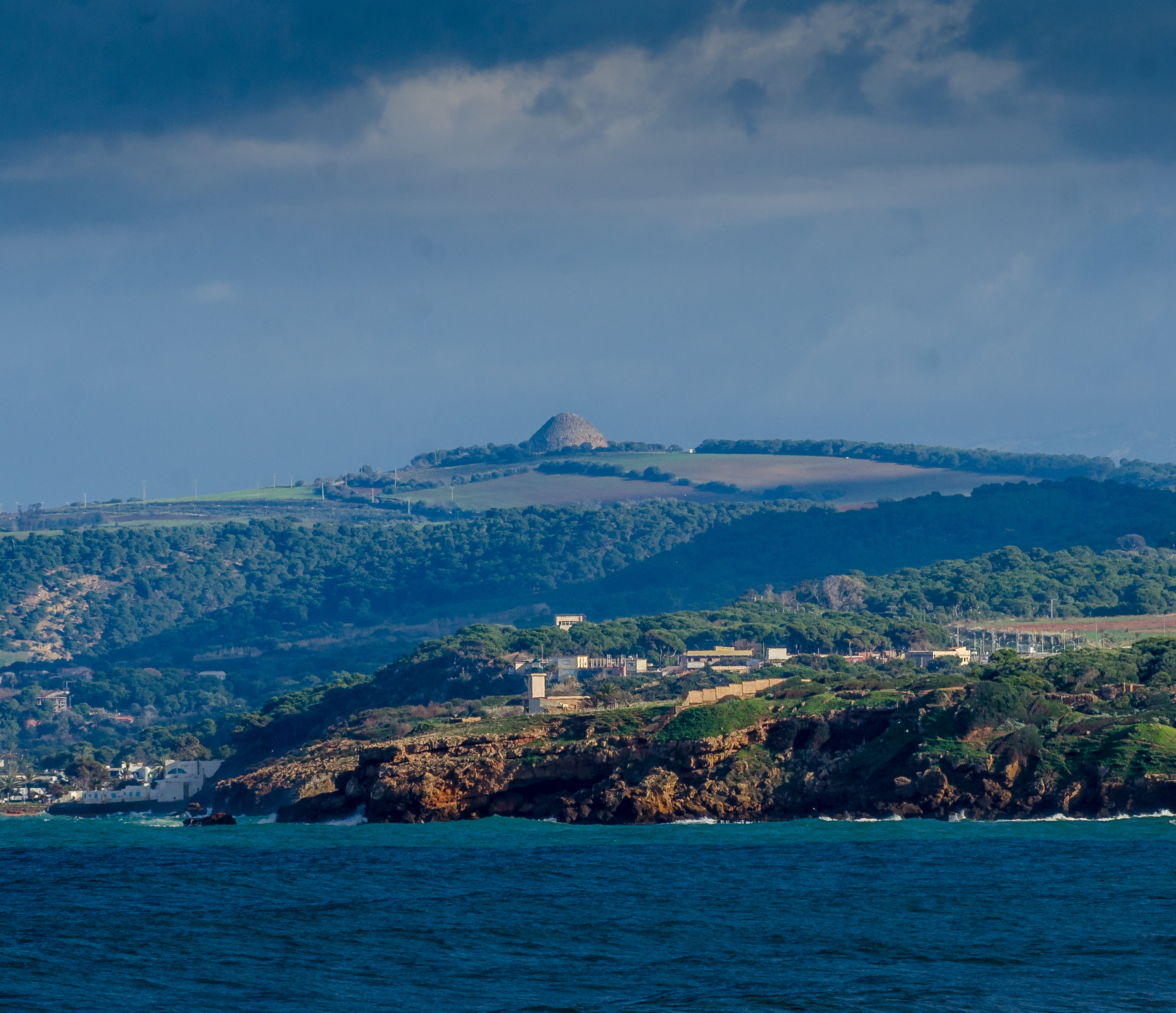
Вид на мавзолей з моря.
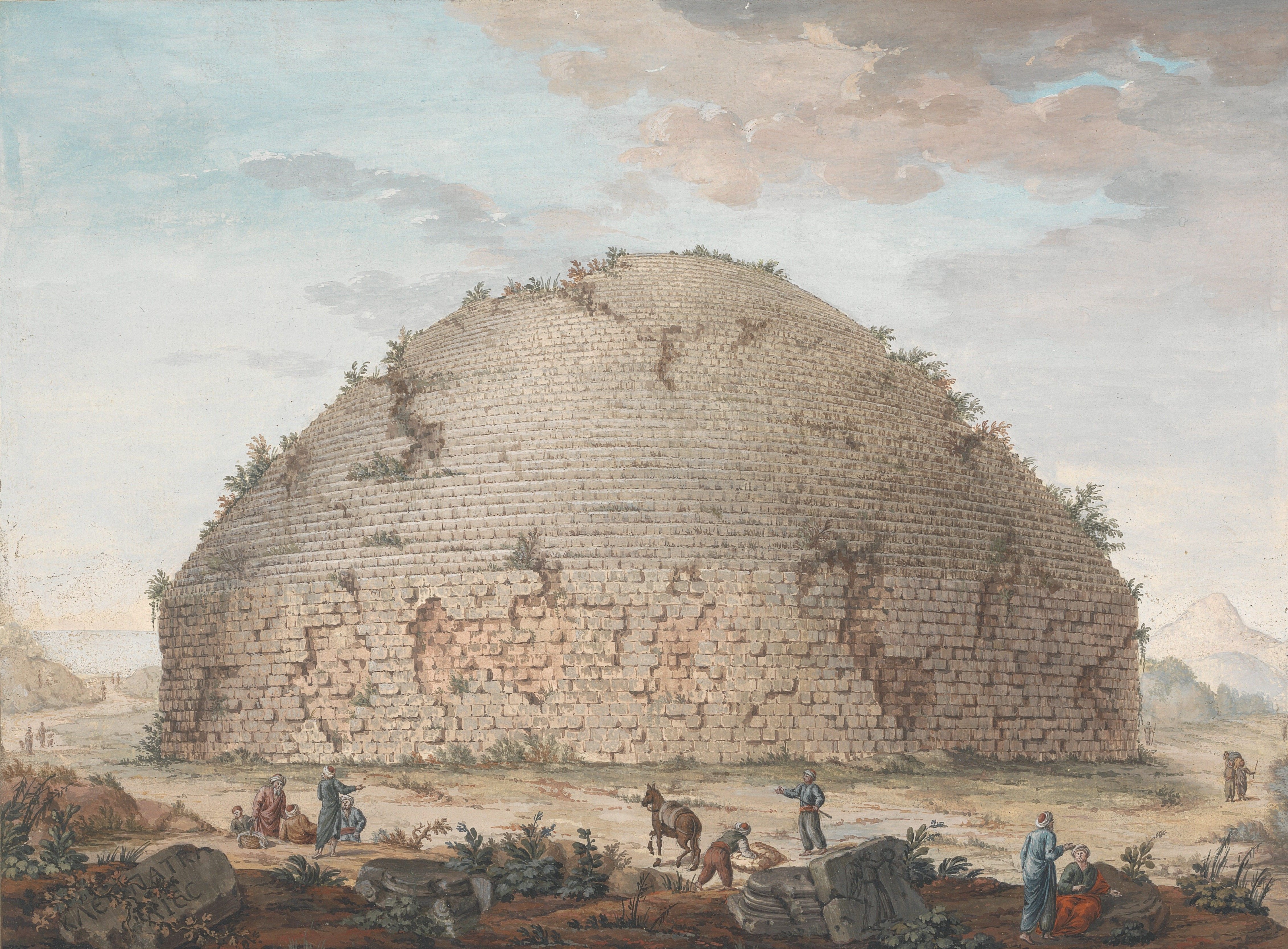
Мавзолей в 1769 році
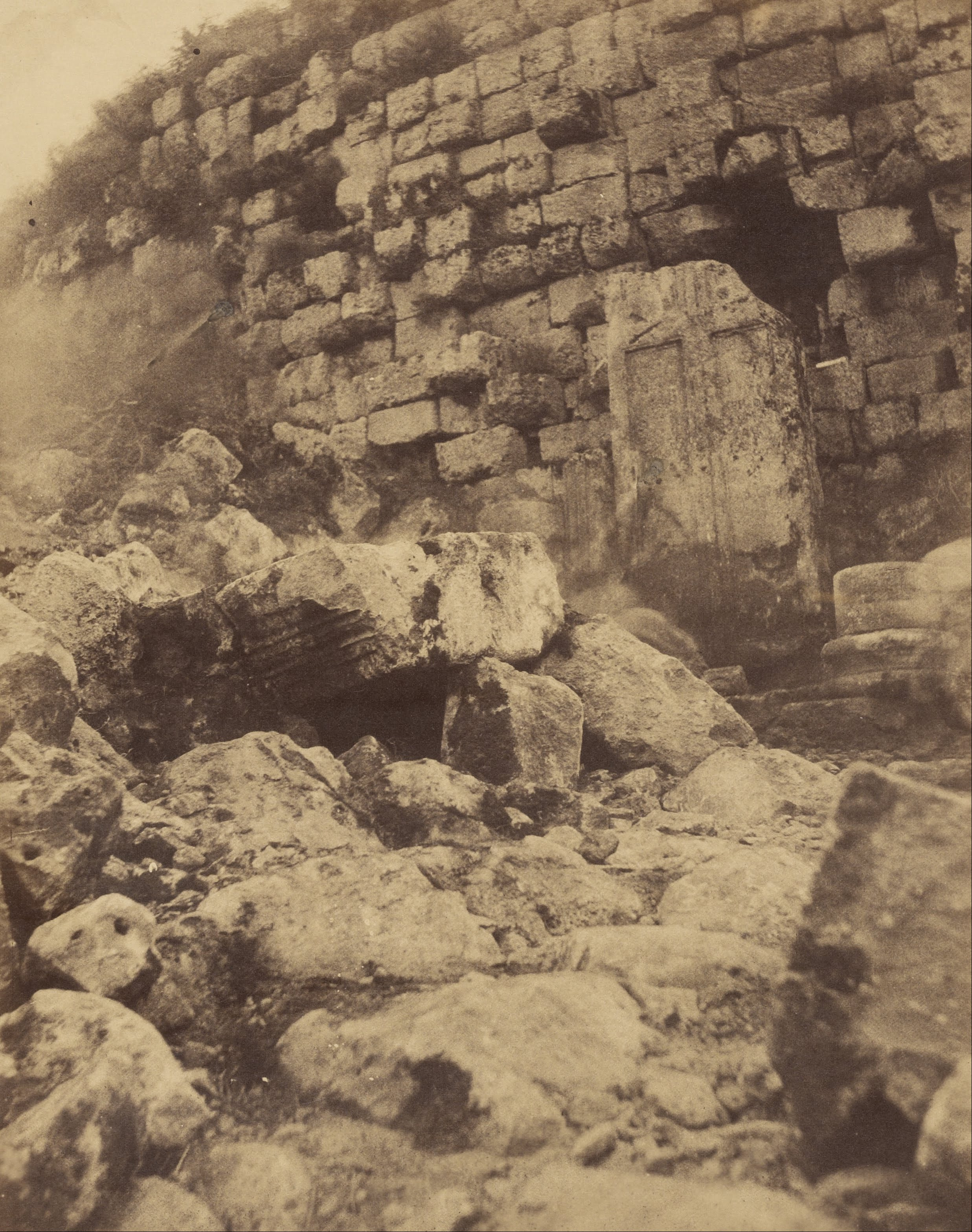
Фото 1856 року американського фотографа Джона Бізлі Гріна.